# آلبرتو کاپوتسی
آلبرتو کاپوتسی (ایتالیایی: Alberto Capozzi؛ ‏ ۸ ژوئیهٔ ۱۸۸۶ – ۲۷ ژوئن ۱۹۴۵) هنرپیشه اهل پادشاهی ایتالیا بود.
از فیلم‌هایی که وی در آن نقش داشته‌است، می‌توان به مارکو ویسکونتی و شام دلقک اشاره کرد.